# مسعود آیت عبدالرحمان
مسعود آیت عبدالرحمان (انگلیسی: Messaoud Aït Abderrahmane؛ زادهٔ ۶ نوامبر ۱۹۷۰) بازیکن فوتبال اهل الجزایر بود.
از باشگاه‌هایی که در آن بازی کرده‌است می‌توان به باشگاه فوتبال مولودیه الجزایر، باشگاه فوتبال القبائل، و باشگاه فوتبال مولودیه قسنطینه اشاره کرد.
وی همچنین در تیم‌های ملی فوتبال الجزایر و زیر ۲۳ سال الجزایر بازی کرده‌است.